# 로버트 블랑체
로버트 블랑체(Robert Clinton Blanche, 1962년 3월 30일 ~ 2020년 1월 3일)는 미국의 배우, 텔레비전 배우이다.
오리건주에서 태어났다. 폐섬유증과 과민성 폐장염으로 사망했다.

## 영화
- 언디저브드 (2016년)
- 애셜론: 라이즈 오브 더 머신 (2015년)
- A-리스트 (2015년)
- 유 캔트 윈 (2015년)
- 썸딩 위키드 (2014년)
- 월드 워 좀비 (2011년) - 브록튼 역
- 벅스빌 (2010년)
- 특별조치 (2010년)
- 위드아웃 어 패들 2 (2009년)
- 퍼펙트 게임 (2009년)
- 펑크 러브 (2006년)
- 레이징 플래그 (2006년) - 맷 더우드 역
- 월드 트레이드 센터 (2006년)
- 세이 엉클 (2005년)
- 슈팅 닉 (2004년) - 닉 역
- 댄더라이언 (2004년)
- 더스트 팩토리 (2004년)
- 히트우먼 (2003년)
- 헌티드 (2003년)
- 로즈 레드 (2002년)
- 맨 오브 오너 (2000년)
- 스위치드 앳 버스 (1999년)
- 제로 이펙트 (1998년)
- 토탈 리얼리티 (1997년)